# Rubavu
Rubavu è un settore (imirenge) del Ruanda, parte della Provincia Occidentale e del distretto omonimo.